# Fantasy (Earth, Wind & Fire)
Fantasy è un singolo del gruppo musicale statunitense Earth, Wind & Fire, pubblicato nel 1978 ed estratto dall'album All 'N All.

## Tracce
- 7" (USA)

1. Fantasy
2. Runnin'

- 7" (UK)

1. Fantasy
2. Be Ever Wonderful

## Versione dei Black Box
Una cover realizzata dal gruppo musicale italiano Black Box è stata pubblicata nel 1990. Il brano, di genere house, è contenuto nell'album d'esordio, ovvero Dreamland. La canzone vede come vocalist principale la cantante statunitense Martha Wash.

### Tracce
- CD Maxi

1. Fantasy (Club Mix) – 7:20
2. Get Down (Rap Mix) – 6:43
3. Get Down Black Box featuring "Stepz" (Rappapella) – 3:00

- 7"

1. Fantasy – 3:44
2. Get Down Black Box featuring "Stepz" (Rappapella) – 3:00

- 12" maxi

1. Fantasy (Big Band Remix) – 5:48
2. Get Down (Party Remix) – 3:55
3. Get Down (Afro Mix) – 4:15